# Johan Wedige
Johan Wedige, död 1684, var en tysk dans- och fäktmästare samt ridmästare vid Uppsala universitet.
Johannes Wedige var troligen från Rostock. Första belägget från Sverige är i en bröllopsskrift 1635. Han anställdes vid Uppsala universitet 21 april 1638 som dansmästare och fäktmästare. Vid den stora exercitiereformen 1663 övergick han till ridmästare på stat till och med 1668. Han uppsökte 1682 universitetets räntmästare för resterande lön före 1663 utan resultat. Han avled efter september 1684.